# Alteplază
Alteplaza (cu denumirea comercială Actilyse, printre altele) este un medicament trombolitic utilizat pentru a trata: infarctul miocardic acut, embolia pulmonară acută masivă cu instabilitate hemodinamică și accidentul vascular ischemic acut. Calea de administrare disponibilă este cea intravenoasă. Alteplaza este un activator tisular de plasminogen, obținută prin tehnologia ADN recombinant.
Se află pe lista medicamentelor esențiale ale Organizației Mondiale a Sănătății.